# Henrique Capriles
Henrique Capriles Radonski (Caracas, 11 de julio de 1972) es un político y abogado venezolano, exdirigente del partido Primero Justicia y exgobernador del estado Miranda. Fue candidato a la presidencia de Venezuela en dos ocasiones.
Es egresado de la Facultad de Derecho de la Universidad Católica Andrés Bello, con estudios de postgrado en la misma casa de estudios y en la Universidad Central de Venezuela, donde obtiene las especializaciones en Derecho Económico y Derecho tributario respectivamente. Se desempeñó como funcionario público en el Servicio Nacional Integrado de Administración Aduanera y Tributaria (SENIAT) ente encargado de la recaudación tributaria del Estado y en el área privada en diversas firmas jurídicas en Caracas.
A los 25 años de edad fue elegido diputado al Congreso de la República por el estado Zulia, posteriormente nombrado por consenso vicepresidente del Congreso y presidente de la Cámara de Diputados entre 1999 y 2000, convirtiéndose en el venezolano más joven en ejercer esos cargos en la historia democrática del país, hasta la entrada en vigencia de la unicameral Asamblea Nacional.
Fue elegido alcalde del municipio Baruta del Distrito Metropolitano de Caracas el 30 de julio de 2000 con el 62,99 % de los sufragios, reelecto en 2004 con el 78,83 %. Posteriormente se postuló con el apoyo de todos los partidos políticos de oposición a las elecciones regionales de 2008 al cargo de Gobernador del estado Miranda, venciendo el 23 de noviembre de 2008 al oficialista Diosdado Cabello, con el 53,11 % de los votos. Fue reelecto al cargo para el período inmediato a finales de 2012 con el 51,83 %.
Posterior a los sucesos de abril de 2002 fue vinculado al asedio a la embajada de Cuba e imputado por la Fiscalía Nacional por delitos relacionados con la violación de principios internacionales. Fue privado de libertad recluido durante cuatro meses en el Helicoide en Caracas y absuelto de todos los cargos en 2006.
Durante 2012 anunció su aspiración presidencial y se presentó como precandidato en las elecciones primarias elaboradas por la Mesa de la Unidad Democrática, para escoger al abanderado de la oposición a la elección presidencial de 2012. Las primarias se llevaron a cabo el 12 de febrero de 2012, resultando favorecido con 62,54 % de los votos totalizados, unos 1.9 millones de sufragios. Tras varios meses de campaña y con el apoyo de una treintena de partidos políticos, se realizaron las elecciones el 7 de octubre de 2012, obteniendo el 44,31 % de los sufragios frente al 55,07 % de su contrincante, Hugo Chávez. En las elecciones regionales de diciembre de 2012, es reelecto como gobernador de Miranda con el 52 % ante Elías Jaua. Tras la muerte de Chávez, vuelve a ser candidato en las elecciones adelantadas de 2013.
El 14 de abril se realizó la elección presidencial, donde Capriles obtuvo el 49,12 % de los votos, con una diferencia de 1,49 % por debajo de su principal adversario, Nicolás Maduro, que resultó elegido. Tras una campaña electoral definida como «desigual» y las elecciones, Capriles desconoció los resultados y exigió al CNE la auditoría de todas las cajas, actas de escrutinio y cuadernos de votación al alegar que se habrían presentado fuertes irregularidades durante el proceso. El ente electoral se negó a realizar la auditoría en las condiciones que exigía la oposición. Posteriormente el comando de campaña de Capriles realizó la impugnación del proceso electoral ante el Tribunal Supremo de Justicia, sin embargo, este declaró «inadmisible» la solicitud. La impugnación fue presentada en instancias internacionales como la CIDH y la Comisión de Derechos Humanos de la ONU.
En 2017 fue inhabilitado por la Contraloría para ejercer cargos políticos durante 15 años, e imposibilitado para postularse a la reelección como gobernador, finaliza su período en octubre de ese mismo año. En las elecciones primarias de la Plataforma Unitaria de 2023 es nuevamente candidato por Primero Justicia, pero se retira de la contienda menos de dos semanas antes debido a su inhabilitación política y bajos números en las encuestas.
En abril de 2025, Capriles fue presuntamente habilitado por la Contraloría, y presentó su candidatura como cabeza de lista a las elecciones a la Asamblea Nacional del mes siguiente, bajo las siglas del partido Un Nuevo Tiempo y deslindándose así de la línea abstencionista seguida por el resto de los partidos de la Plataforma Unitaria, incluido el suyo, Primero Justicia. Horas después, el partido haría oficial tanto su expulsión como la de Tomás Guanipa.

## Familia y estudios
Henrique Capriles Radonski nació el 11 de julio de 1972 en Caracas. Es el segundo de los tres hijos de Mónica Cristina Radonski Bochenek, proveniente de una familia judía ruso-polaca sobreviviente del Holocausto nazi. y Henrique Capriles García, descendiente de Juan Agustín Bolívar, quien fuese medio hermano del prócer de la independencia latinoamericana, Simón Bolívar, y a su vez descendiente de manera distante de una familia de empresarios judíos sefardíes de Curazao. Ambas familias están ligadas al sector empresarial y productivo del país, entre los que se cuentan medios de comunicación, industrias, entretenimiento, servicios e inmobiliarias. Sus hermanos son: Andrés Bernardo (1970) y Alexandra Capriles Randonski (1980). Sus abuelos maternos, Andrés Radonski y Lili Bochenek, emigraron a Venezuela en 1947 desde Polonia. Andrés Radonski era un ingeniero activo en el negocio del cine en Polonia; abrió su primer cine varios años después, en la ciudad oriental de Puerto La Cruz. La empresa operaba bajo el nombre de Circuito Radonski. Se fusionó en 1998 con Venefilms y Grupo Blanco para crear la cadena de cines más grande del país, Cinex. También es descendiente de parientes que operaban el conglomerado de medios, Cadena Capriles.
Se graduó de bachiller en Institutos Educacionales Asociados El Peñón (IEA) en Caracas. Posteriormente cursó estudios de derecho en la Universidad Católica Andrés Bello, donde obtuvo el título de abogado en 1994 y continuó la especialización en Derecho económico en la misma casa de estudios, hasta 1997. También inició estudios de postgrado en derecho tributario en la Universidad Central de Venezuela.
Anteriormente a la obtención de su título de pregrado trabajó en el Servicio Nacional Integrado de Administración Aduanera y Tributaria (SENIAT). Participó además en varios cursos en el IBFD International Tax Academy en Ámsterdam (Países Bajos), en el Centro Interamericano de Administradores Tributarios en Viterbo (Italia) y en la Universidad de Columbia en Nueva York (Estados Unidos).
Fue miembro de la International Fiscal Association (IFA), así como de la Asociación Mundial de Jóvenes Juristas y del Comité de Impuestos de la Cámara Venezolana Americana de Industria y Comercio (Venamcham).
Trabajó en las firmas Nevett & Mezquita Abogados y en Hoet, Peláez, Castillo & Duque y en los negocios familiares, fundamentalmente en las empresas de la familia materna, Radonski Bochenek.
El 24 de noviembre de 2019, anunció que esperaba su primera hija junto a Valeria Valle. El 6 de abril de 2020, nació Sofía Del Valle. El 2 de marzo de 2021, anunciaron que estaban esperando su segunda hija; Lili Margarita, nació el 5 de agosto. El 18 de enero de 2023, reveló en el programa de radio “Shirley radio”; de Shirley Varnagy en Circuito Onda, que se habían comprometido en matrimonio. El 26 de marzo de ese año, dieron a conocer su tercer embarazo y que sería un varón. El 10 de septiembre, nació Henrique José.

## Trayectoria política

### Presidente de la Cámara de Diputados
Henrique Capriles fue elegido como diputado del partido Copei por el estado Zulia a la X Legislatura del Congreso Nacional en las elecciones parlamentarias de 1998. En ese entonces, Venezuela contaba con un poder legislativo bicameral. Capriles fue nombrado por consenso Vicepresidente del Parlamento el 22 de enero de 1999 y nombrado presidente de la Cámara de Diputados el 5 de julio de 1999. Eso lo convirtió en el venezolano más joven en ejercer esos cargos. Sin embargo, con la disolución del Congreso Nacional de Venezuela por la Asamblea Nacional Constituyente en octubre de 1999, tuvo que cesar en el ejercicio legislativo.
En el año 2000 fundó junto a un grupo de jóvenes el partido político Primero Justicia y dejó su partido originario Copei, desde ese entonces formó parte de la Dirección Nacional del partido, fue Coordinador Nacional Adjunto, cargo que ejerció hasta 2008, cuando por estatutos del partido al ejercer cargo público debió separarse de la dirección del partido.

### Alcalde de Baruta
En el año 2000 fue elegido alcalde del municipio Baruta, una región cuyas injerencias político-administrativas corresponden al estado Miranda, pero que a la vez forma parte del Distrito Metropolitano de Caracas (capital de Venezuela). Ejerció este cargo durante dos períodos consecutivos: en las elecciones del 2000 contó con más del 60 % de los votos.
En el año 2000, a inicios de su gestión, el municipio Baruta registraba 4705 delitos anuales, en 2007 (al concluir su gestión) registraba tan solo 976 delitos anuales. Dentro de su programa de gobierno se fortaleció la infraestructura urbana y las mejoras del casco histórico del pueblo de Baruta, así como demás sitios públicos, se logró recuperar el 80 % de la vialidad del municipio. En el área de salud se construyó una red de ambulatorios que realizó en promedio 100 000 consultas gratuitas anuales.[cita requerida]
En el área de vialidad desarrolló uno de los proyectos más polémicos durante su gestión, el plan denominado Pico y Placa, puesto en marcha en el año 2007. Sin embargo, a seis meses de su inicio el plan fue dejado sin efecto a través de una medida cautelar admitida por la Corte de lo Contencioso Administrativo, considerando que se restringía el derecho al libre tránsito garantizado en la Constitución Nacional.

#### Alcalde reelecto
En 2004 fue ratificado en el cargo con casi el 80 % del sufragio a su favor. Ejerciendo el cargo de alcalde de Baruta, fue detenido por cuatro meses en el Helicoide, por una serie de supuestos delitos relacionados con el asedio a la embajada de Cuba en Caracas, en la jurisdicción de la parroquia Baruta. Asimismo en ese período se realizaron las polémicas detenciones que realizó la policía de Baruta al Ministro del Interior Ramón Rodríguez Chacín y al entonces diputado Tarek William Saab que gozaba de inmunidad parlamentaria, estos hechos ocurrieron durante el golpe de Estado de 2002, que sacó al presidente Hugo Chávez brevemente del poder.

### Primera gobernación del estado Miranda
En 2008 se inició una campaña denominada «En Miranda algo bueno va a pasar» que terminó con el lanzamiento de su candidatura por su partido Primero Justicia en la ciudad de Los Teques el 30 de marzo de 2008. Meses después fue apoyado por el resto de los partidos políticos opositores al presidente venezolano Hugo Chávez y días después se separaría de su cargo como alcalde de Baruta para desarrollar su campaña por la Gobernación de Miranda. En las elecciones regionales de noviembre de 2008, Diosdado Cabello, candidato oficialista y exvicepresidente Ejecutivo de la República, pierde la Gobernación de Miranda frente al alcalde de Baruta. Posteriormente ese mismo mes, Cabello es elegido por el presidente Hugo Chávez para ejercer la cartera de Obras Públicas.
En 2012, al finalizar su primer período como gobernador, se contabilizaron 42 escuelas construidas y más de 500 restauradas bajo su mandato. El estado Miranda cuenta actualmente con un aproximado de 700 escuelas. El 6 de junio de 2012, Henrique Capriles se separó de su cargo de gobernador de Miranda, para así iniciar su etapa de campaña rumbo a las elecciones presidenciales del 7 de octubre de 2012, quedando como encargada Adriana D'Elia, quien ostentaba el cargo de secretaria general de Gobierno.

### Campaña presidencial de 2012

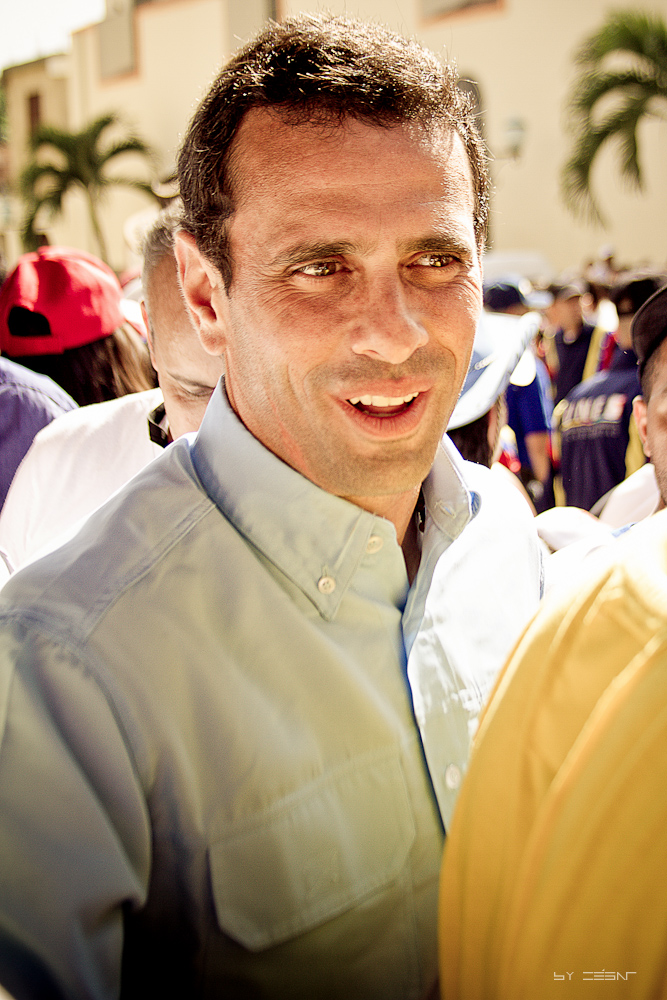
En el Estado Lara.

El 3 de mayo de 2011, Henrique Capriles anunció su intención de participar en las elecciones primarias del 12 de febrero de 2012 para definir el candidato presidencial que se enfrentará a Hugo Chávez en las elecciones presidenciales de octubre de 2012. En este sentido, el 12 de octubre de 2011 realizó el lanzamiento oficial de su campaña para medirse en las elecciones, acto que se desarrolló en el Gimnasio José Joaquín Papá Carrillo (conocido también como Parque Miranda) de la ciudad de Caracas, donde cientos de personas hicieron presencia.
El 2 de noviembre de 2011 oficializó su precandidatura a las primarias de la Mesa de la Unidad, contando con el apoyo de los partidos PODEMOS, Patria Para Todos y La Causa R, así como con el de su propio partido.
De acuerdo a encuestas realizadas en octubre de 2011, Henrique Capriles era el precandidato opositor con mayor respaldo popular, seguido de Leopoldo López (exalcalde del municipio caraqueño de Chacao), quien fue inhabilitado por el Estado venezolano hasta 2014; y Pablo Pérez (gobernador del estado Zulia).
Sin embargo, desde el 14 de noviembre de 2011, las encuestas empezaron a cambiar en favor de otros candidatos, dándose así una variación de resultados en las encuestas, esto debido al contraste de ideas de los candidatos en una serie de debates. Mientras algunas encuestas dan a algunos candidatos como punteros y a otros con menos de 10 %, otras ponen de punteros a precandidatos que antes no pasaban esa cifra, como es el caso de Diego Arria El 24 de enero de 2012, Leopoldo López expresó que declinaba su candidatura en favor de Henrique Capriles.

#### Candidato electo de la oposición

Municipios donde Capriles protagonizó actividades proselitistas durante su campaña electoral en 2012.

El 12 de febrero de 2012, resultó elegido candidato de la Mesa de la Unidad Democrática a las elecciones presidenciales del 7 de octubre de este año, obteniendo 1 913 190 (62,54 %) votos de un total de 3 059 024 (100 % de votos escrutados).

El 16 de febrero de 2012, la comisión electoral de la Mesa de la Unidad Democrática informó que el número de votos sigue aumentando debido a la contabilización de los votos realizados desde el exterior, la última cifra es de 3 079 284, con esta última contabilización, Henrique Capriles alcanzó 1 911 648 votos.

El 6 de junio de 2012 deja la Gobernación del Estado Miranda, para poder inscribirse ante el Consejo Nacional Electoral (CNE) como candidato a las elecciones presidenciales. Desde el 5 de junio, el cargo de gobernador del Estado Miranda lo ocupa Adriana D'Elia. El 10 de junio de 2012 se inscribió en el Consejo Nacional Electoral (CNE) como candidato oficial con una multitudinaria marcha por Caracas, calculada por algunos expertos, en más de un millón de personas.
El 7 de octubre de 2012 pierde las elecciones presidenciales frente al presidente de la República Bolivariana de Venezuela, Hugo Chávez que obtiene el 55 % de los sufragios, mientras que Capriles consigue el 44,3 % de los votos. Si bien fue una derrota clara, la diferencia de 11 % entre Chávez y Capriles, fue la menor diferencia entre el presidente reelecto y alguno de los adversarios que le habrían enfrentado en cuatro elecciones presidenciales. Capriles reconoció los resultados posteriores al anuncio del primer boletín oficial. Su candidatura habría obtenido la victoria en solo 2 de los 23 estados: Táchira y Mérida.

### Segunda gobernación del estado Miranda

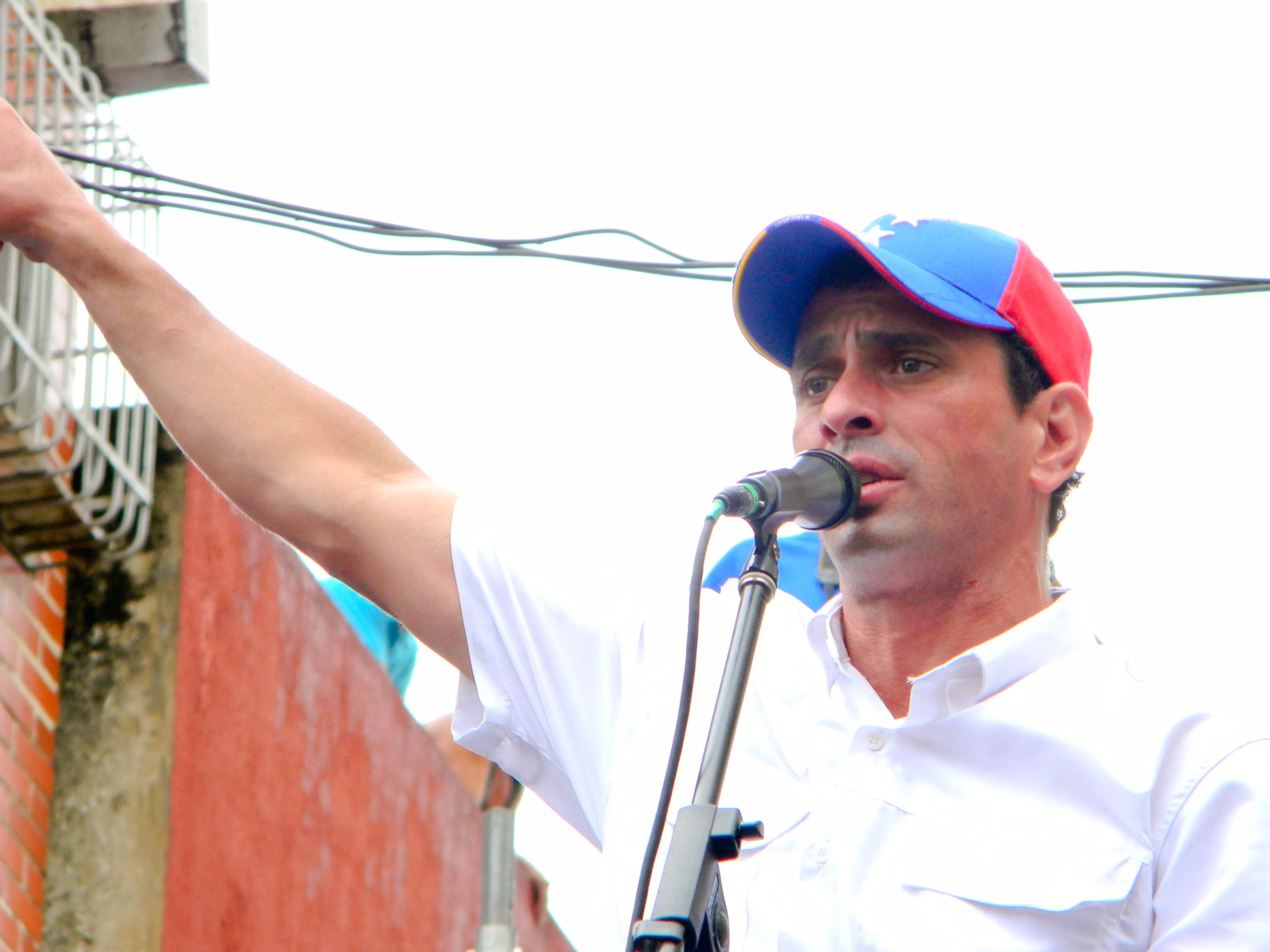
En Santa Teresa del Tuy, Estado Miranda.

Días después de la derrota electoral del 7 de octubre de 2012, Henrique Capriles decidió junto con su equipo político y compañeros de partido ir a la reelección por la gobernación del estado Miranda, ante el retiro de Carlos Ocariz nominado de la Mesa de la Unidad Democrática a esta entidad. En una campaña en la que el sector opositor se encontró especialmente desmotivado tras la derrota en las presidenciales, y la apatía porque las elecciones eran en fechas cercanas a la Navidad, Capriles llevó el mensaje de seguir luchando por los valores que más de 6.7 millones de venezolanos habían apoyado el 7-O y que se tenía que consolidar votando a los candidatos de la Unidad en las 23 entidades del país.
El 16-D, en una jornada electoral marcada por la alta abstención, la oposición obtuvo solamente tres gobernaciones, sin embargo Capriles venció a Elías Jaua (uno de los más cercanos colaboradores de Chávez y vicepresidente antes de asumir la candidatura por la gobernación del estado Miranda) obteniendo 583 660 votos (el 51,83 %) frente a 538 549 (47.82 %). Capriles resultó reelecto en el cargo.
A pesar de su victoria en la gobernación no consiguió mantener la mayoría parlamentaria que tuvo en el anterior período en el Consejo Legislativo del Estado Miranda que pasó a tener mayoría del PSUV, el partido de Elías Jaua.

### Campaña presidencial de 2013
Tras la muerte del presidente Hugo Chávez el 5 de marzo de 2013, el Consejo Nacional Electoral de Venezuela convocó a nuevas elecciones para el 14 de abril de 2013. La Mesa de Unidad Democrática le ofreció a Capriles volver a ser el candidato único de la oposición para enfrentar esta vez al candidato chavista, el presidente (E) Nicolás Maduro, que asumió el poder según sentencia del TSJ que permitió que Chávez comenzase su periodo presidencial sin jurar el cargo.
Capriles, después de unos días, aceptó diciendo que si el pueblo quería que él volviese a luchar, que así sería, escogió al gobernador del Estado Lara Henri Falcón y al alcalde Carlos Ocariz para que lo acompañasen en su comando de campaña, bautizado esta vez como «Simón Bolívar». El presidente Nicolás Maduro recibió supuestas denuncias acerca de que la «ultraderecha» tenía planes en contra de Henrique Capriles, por lo que ordenó al SEBIN que lo protegiera.
La campaña de Henrique se vio forzada a recorrer todo el país por segunda vez, según los opositores, se estaban enfrentando a no solo un partido, si no a todo el gobierno del PSUV y los recursos nacionales que estos usaban para fortalecer su campaña. Capriles denunció en diversas ocasiones que los medios de comunicación nacionales estaban obligados a no mostrar sus actividades a causa de la censura propiciada por el gobierno, lo que según él esto los llevó a otros métodos para transmitir su mensaje, las redes sociales y los medios internacionales. El 14 de abril de 2013 sucedió una de las elecciones más reñidas que se recuerden en el país. Según el CNE, Henrique Capriles perdió frente a Nicolás Maduro por una diferencia de 224 742 votos, equivalente al 1,49 % de los votos, según resultados oficiales.

#### Desconocimiento de los resultados de las elecciones
El mismo día de la elección presidencial en horas de la noche, Capriles desconoció el boletín oficial emitido por el CNE y llamó a un reconteo total de los votos, ya que según su comando de campaña se habían detectado al menos 3500 irregularidades durante petición que también realizó el rector del CNE Vicente Díaz, y la cual fue apoyada por los gobiernos de España, Francia, Estados Unidos, Paraguay, y el secretario general de la OEA, José Miguel Insulza. Maduro, en un principio aceptó la realización de la auditoría propuesta por la oposición.
Capriles presentó su solicitud formalmente el 17 de abril, con todas las denuncias correspondientes y la petición para la verificación total de las actas; el CNE se reunió por horas ese mismo día, hasta aceptar la verificación «en segunda fase», del 46% de las cajas de votación no auditadas al azar en un primer momento, esta auditoría sin embargo no fue avalada por Capriles, argumentando que la misma «tendría que haber sido llevada a cabo junto a una revisión de los cuadernos de votación», por lo cual el proceso fue impugnado ante el Tribunal Supremo de Justicia (TSJ).
El 11 de junio de 2013 el CNE anunció la finalización de la auditoría al 100% de los votos emitidos, una de las 18 auditorías que se realizaron durante todo el proceso, los resultados confirmaron la victoria de Maduro, puesto que se presentó un 0,02 por ciento de error, que el CNE justificó con las aclaraciones colocadas en las actas. El TSJ en sentencia anunciada el 7 de agosto de 2013 por la magistrada y presidenta del poder judicial Gladys Gutiérrez, anunció que por unanimidad declararon inadmisibles todas las impugnaciones (al menos 10) a los resultados del 14 de abril de 2013. Argumento entre otros aspectos falta de pruebas, y la presentación de argumentos genéricos e imprecisos.
El 9 de septiembre del 2013 fue presentado ante la Comisión Interamericana de Derechos Humanos (CIDH) la impugnación de las elecciones, un día antes de que se hiciera efectiva la salida de Venezuela del mecanismo, el informe fue entregado al organismo por parte del abogado y miembro de la MUD Ramón José Medina que por su parte dijo: “Aspiramos que se anulen y se repitan esas elecciones, que fueron unas elecciones fraudulentas”. La oposición venezolana presentará otro recurso de impugnación ante la Comisión de Derechos Humanos de la ONU en Ginebra.

#### Crisis política en Venezuela de 2013
Henrique Capriles convocó a una manifestación denominada «cacerolazo» en rechazo a la proclamación de Nicolás Maduro como presidente de la República Bolivariana de Venezuela. La convocatoria fue realizada en una rueda de prensa para que se realizara la noche del 15 de abril de 2013 con la intención de exigir un nuevo conteo de los votos. En respuesta a estas manifestaciones, en una cadena nacional de radio y televisión a los cacerolazos, Nicolás Maduro convocó a sus seguidores a realizar un «cohetazo», refiriéndose a fuegos artificiales.
Como pidió Henrique Capriles Radonski, la oposición respondió con un cacerolazo acompañado por bocinazos por las calles, mientras los partidarios del chavismo y la oposición cruzaban acusaciones en torno al ajustado resultado de los comicios. Se produjeron incidentes en diferentes puntos del país con denuncias de quema de sedes de partidos, intentos de amedrentar a figuras del oficialismo y actos de violencia.
Asimismo, se extendió el acuartelamiento o la disponibilidad de los oficiales de las policías de los estados y municipales, que quedaron bajo el control del Comando Estratégico Operacional de la Fuerza Armada Nacional Bolivariana. En total, hubo nueve muertos. En los siguientes días Capriles llamó a sus seguidores a protestar de forma pacífica y sin caer en provocaciones del Gobierno.

### Rechazo a «La Salida» y parlamentarias de 2015
En las elecciones parlamentarias de 2015 la MUD ganó las elecciones obteniendo la mayoría calificada con 112 diputados, el 26 de diciembre de 2015 en una entrevista con el diario Tal Cual, Henrique aseguró que no había cabida en la Asamblea Nacional para una «salida segunda parte». Indicando que a «La Salida» había que incluirla en los grandes fracasos nacionales, como lo fue el paro, el cual le dio narrativa al gobierno por un año. Indicó que de haber asumido ese camino no habrían tenido el triunfo del 6-D. En esa entrevista también comentó que no iba a descalificar a nadie. A su vez, indicó que no competía con Leopoldo López, diciendo que apuntaban a cosas distintas y que la aspiración de Leopoldo López a la presidencia sería legítima. Señaló que para ese momento no había que hablar sobre candidaturas, que lo que importaba era la unidad.

### La Fuerza del Cambio e inhabilitación política
En abril de 2017 fue inhabilitado por la Contraloría para ejercer cargos políticos durante 15 años. La Contraloría General de la República, informó en un comunicado que Capriles recibía la amonestación "por incurrir en supuestos ilícitos tipificados" como "no presentar el presupuesto local ante el Consejo Legislativo del estado, pactar convenios internacionales sin autorización para ello y firmar contratos por la Gobernación de Miranda con empresas sin cumplir las normas".
En mayo de 2017 Capriles es retenido en el Aeropuerto Internacional de Maiquetia y migración anuló su pasaporte, que impide salir del país.
El 11 de septiembre se especulaba que Capriles inscribió la formación política denominada "La Fuerza del Cambio" ante el CNE, como parte de su relanzamiento en la política venezolana, a pesar de estar militando en Primero Justicia, con lo cual presuntamente se sellaba su salida de la formación política, ya que de no ser así, este estaría incurriendo en la llamada doble militancia. Al respecto, horas más tarde Capriles se pronunciaría negando que se estuviese separando de dicha formación.

### Negociaciones para la restitución de la junta de Primero Justicia
El 16 de junio, el TSJ intervino el partido Primero Justicia, nombrando una junta directiva ad hoc para llevar adelante un proceso de reestructuración de este. Luego de conversaciones con el gobierno, logró que el Tribunal Supremo de Justicia anulara la sentencia que nombraba a José Brito como secretario ad hoc el partido Primero Justicia, pero su imagen política quedó deteriorada.
Teniendo su partido restituido, el 4 de septiembre de 2020, Capriles anunció su participación en las elecciones parlamentarias de diciembre. Ante tal hecho la opinión de la oposición se tornó en contra por una participación sin las garantías necesarias, sin embargo el 30 de ese mes Capriles anunció que no participaría en las elecciones parlamentarias de diciembre de 2020 mientras no se postergasen seis meses las elecciones para que participaran observadores internacionales de la Unión Europea.

### Elecciones regionales 2021
En mayo Capriles Radonski y el exalcalde Carlos Ocariz, promueven el debate interno sobre si deben de participar en los comicios. El 12 de agosto hace un llamado a participar en las elecciones regionales. Mientras apoyaba el inicio de un diálogo con el gobierno en la Ciudad de México.

### Precandidatura presidencial de 2024
Capriles presentó su precandidatura a las elecciones primarias de la oposición al chavismo, con la intención de participar en las elecciones presidenciales de 2024. No obstante Capriles se encontraba inhabilitado por la Contraloría General, el 8 de octubre anunció el retiro de su candidatura para «facilitar una opción que pueda materializar el objetivo (de un cambio político en el 2024)».
El 2 de abril de 2025 se informó que la Contraloría General de la República levantó la inhabilitación política que recaía sobre Capriles que impedía postularse para cargos públicos por 15 años aplicada en 2017 y también contra de Tomás Guanipa que fue impuesta en abril de 2024 por 15 años.

## Problemas legales

### Asedio a la embajada de Cuba en Caracas
El 12 de abril de 2002, opositores al presidente Chávez se empezaron a presentar en la embajada, siguiendo el rumor falso de que allí se encontraba refugiado Diosdado Cabello (entonces vicepresidente de Venezuela). Antes del mediodía, opositores a Chávez empezaron a vandalizar vehículos cercanos y cortaron el servicio de agua, gas y electricidad. El embajador cubano, Germán Sánchez Otero, declaró que unas tres horas después de haberse iniciado los sucesos violentos, Capriles ingresó en la embajada y solicitó pasar para unirse al diálogo ya iniciado con los líderes aparentes de la muchedumbre opositora, dentro de la embajada. Según el embajador Sánchez, luego de permitirle el acceso, Capriles le solicitó revisar la embajada para controlar que dentro no hubiera ningún oficial chavista asilado. El diplomático cubano se negó rotundamente a permitir esta inspección.
La Fiscalía Nacional acusó a Capriles de haber violado principios internacionales al haber entrado a la embajada y solicitado la inspección del edificio. La defensa de Capriles aseguró que Capriles había entrado para tratar de mediar entre el embajador cubano y los manifestantes antichavistas, con el fin de detener los incidentes violentos en los exteriores de la embajada. El 15 de diciembre de 2006, el Tribunal 17 de Juicio de Caracas absolvió a Capriles de todos los cargos en relación con los sucesos de la embajada de Cuba. Sin embargo, en noviembre de 2008, el juicio fue reabierto.

### Inahabilitacion, Partidas presupuestarias
Capriles anunció el 29 de febrero de 2016 que la Contraloría General de la República había iniciado una investigación sobre partidas presupuestarias de la gobernación del estado Miranda, donde es titular. Se refiere a partidas de los años 2011, 2012 y 2013, e involucra al gobernador y otros cuatro funcionarios, entre ellos la diputada Adriana D'Elia, quien fue secretaria de la Gobernación. Capriles comenta que la investigación es una «retaliación política» que busca «callar las voces disidentes» haciendo mención al referéndum revocatorio de Nicolás Maduro. El diputado de la Asamblea Nacional por el PSUV, Elías Jaua, afirmó que había que detener a Capriles y «colocarle una camisa de fuerza» porque, según Jaua, atenta contra la paz de Venezuela. En 2017 es inhabilitado políticamente por la Contraloría para ejercer cualquier cargo público por un período de 15 años. Posteriormente la Corte Interamericana de Derechos Humanos emite una circular donde faculta a Capriles para ocupar dichos cargos. El secretario general de la OEA, Luis Almagro, dijo que "el único que inhabilita es el pueblo y por elecciones. Se trata de una medida típica de dictadura que viola los derechos civiles y políticos". En enero de 2024 el TSJ ratificó mediante la cual se le impuso sanción de inhabilitación para el ejercicio de funciones públicas por un período de quince (15) años dictado por el Contralor General de la República por estar incurso, entre otros, en los siguientes hechos: “Por irregularidades administrativas ocurridas durante los ejercicios fiscales 2011, 2012 y primer trimestre del 2013, en el desempeño de sus funciones como Gobernador del estado Bolivariano de Miranda, al haber actuado de manera negligente al no presentar el Proyecto de Ley de Presupuesto para el ejercicio fiscal 2013, ante el Consejo Legislativo del aludido estado". Asimismo, por omitir el procedimiento de selección de contratistas, al suscribir el Contrato de Servido N.° DGCJ-0045-11 de fecha 16 de junio de 2011.

### Caso Odebrecht
En 2017 Capriles fue señalado por Euzenando Azevedouno (ex director de Odebrecht) de haber recibido 15 millones de dólares en financiamiento ilegal para su campaña presidencial de 2012 a través de la empresa, siendo denunciado ante la Fiscalía por el político Luis Tellerías debido a estos hechos. Capriles negó las acusaciones.